# 科斯塔伊尼察 (波黑)
科斯塔伊尼察（塞尔维亚语：／），旧名波斯尼亚科斯塔伊尼察（Босанска Костајница），是波斯尼亚和黑塞哥维那实体之一塞族共和國的市镇，位于波士尼亞克拉伊納地区。市镇面积为85.12平方公里，2013年人口数量为5,977人，其中4,047人居住在同名中心城镇里。
该市镇从战前的諾維格拉德市镇析出而设。乌纳河对岸为克罗地亚的克罗地亚科斯塔伊尼察镇。

## 人口
|            | 2013年         | 1991年         |
| 总计       | 5,977 (100.0%) | 6,231 (100.0%) |
| 塞族       | 4,315 (72.19%) | 4,041 (64.85%) |
| 波族       | 1,460 (24.43%) | 1,707 (27.40%) |
| 其他       | 116 (1,941%)   | 104 (1,669%)   |
| 克族       | 86 (1,439%)    | 166 (2,664%)   |
| 南斯拉夫人 |                | 213 (3,418%)   |

## 图集

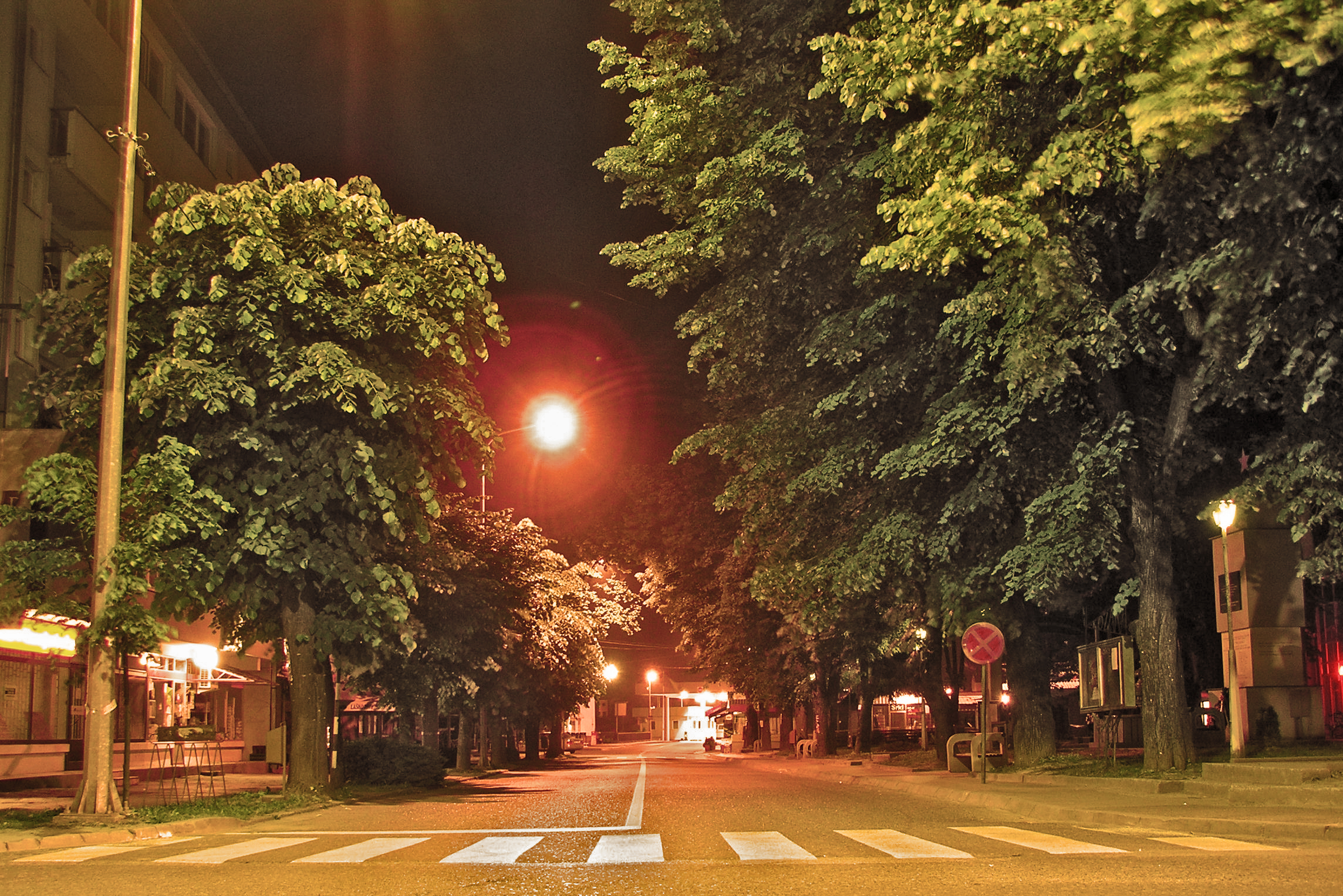
市中心夜景
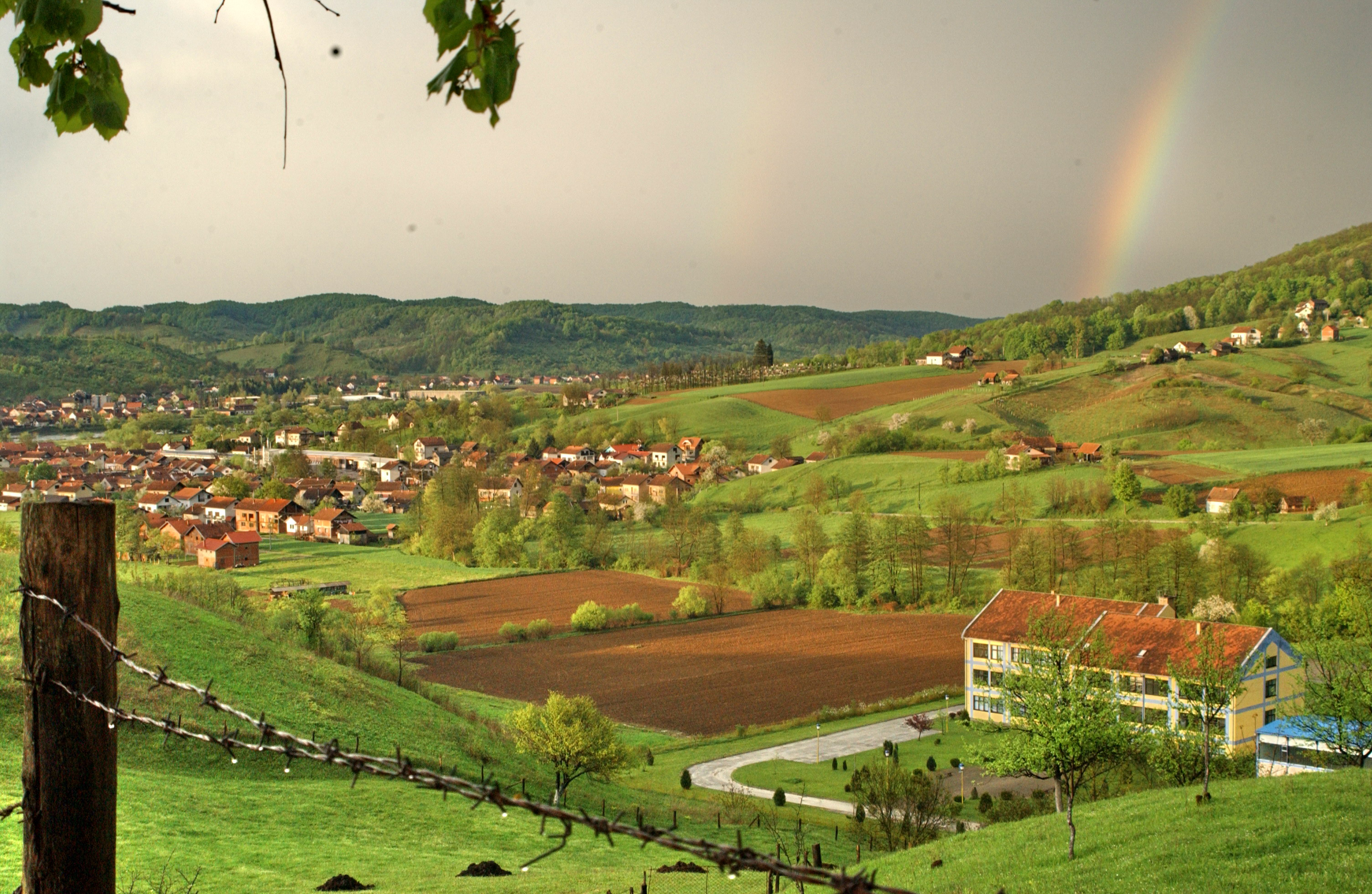
本地高中附近的风景
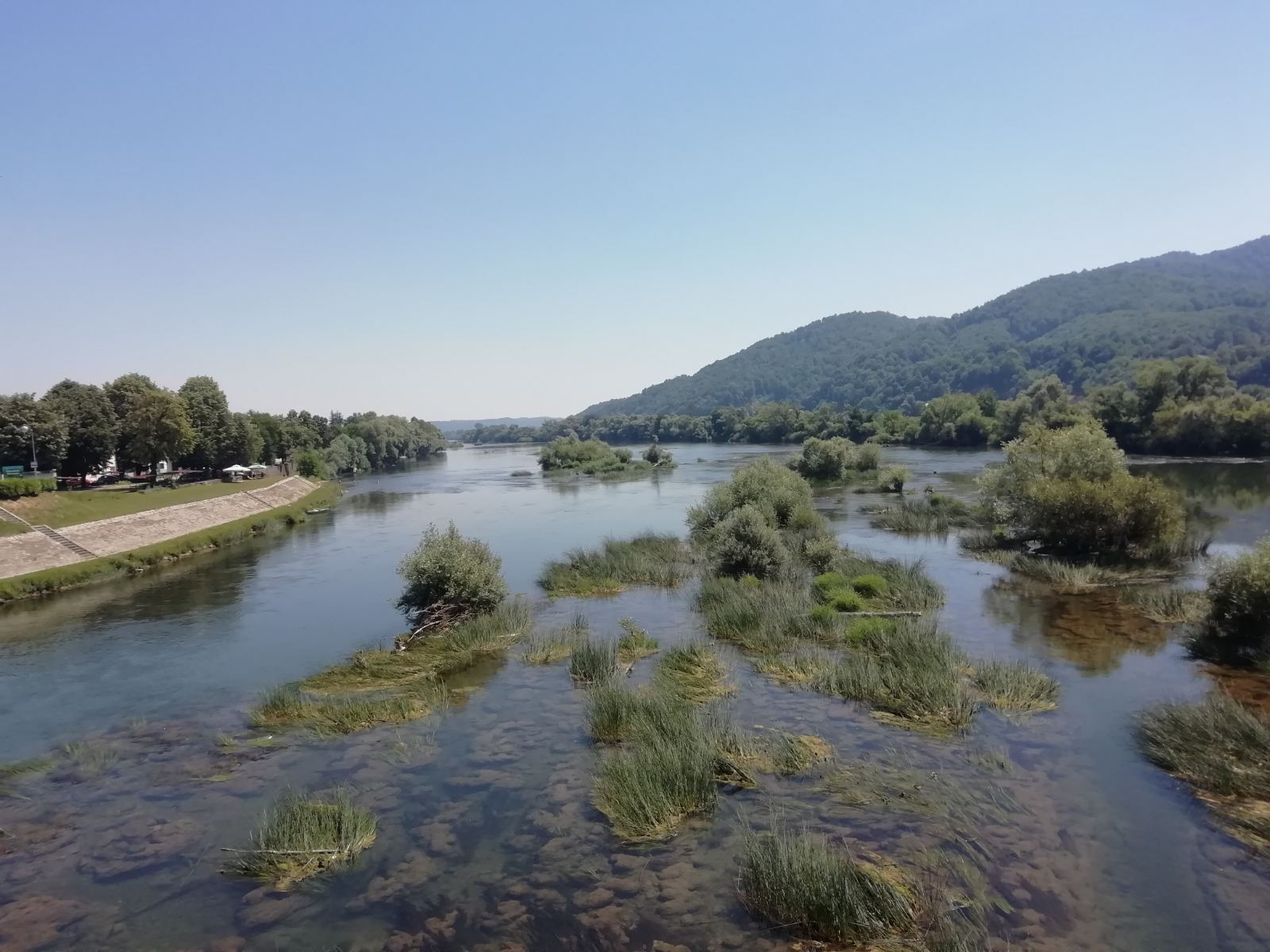
市镇内的乌纳河